# Bonnyville Beach
Bonnyville Beach est un village d'été (summer village) de Bonnyville No 87, situé dans la province canadienne d'Alberta.

## Démographie
En tant que localité désignée dans le recensement de 2011, Bonnyville Beach a une population de 95 habitants dans 36 de ses 40 logements, soit une variation de -2,1 % avec la population de 2006. Avec une superficie de 0,375 2 km2, village d'été possède une densité de population de 253,198 3 hab/km2 en 2011.
Concernant le recensement de 2006, Bonnyville Beach abritait 97 habitants dans 39 de ses 69 logements. Avec une superficie de 0,375 2 km2, village d'été possédait une densité de population de 258,5 hab/km2 en 2006.
| 2001 | 2006 | 2011 | 2016 |
| ---- | ---- | ---- | ---- |
| 74   | 97   | 95   | 84   |